# 1960 au Québec
Cet article traite des événements survenus en 1960 au Québec. 

## Événements

### Janvier
- 2 janvier : Paul Sauvé est terrassé par une crise cardiaque à son domicile de Saint-Eustache. Il était âgé de 52 ans[1].
- 7 janvier : Antonio Barrette devient le nouveau premier ministre. Son cabinet est assermenté le même jour[2].
- 13 janvier : l'unioniste Fernand Lizotte abandonne son siège de député de L'Islet, se plaignant du fait que Barrette ait été choisi sans l'approbation de tout le caucus[3].
- 23 janvier : le boulevard Métropolitain est inauguré à Montréal[4].
- 28 janvier - Antonio Barrette fait voter les crédits pour créer une Délégation générale du Québec à Paris et une autre à Londres[5].

### Février
- 9 février : un projet de loi sur l'instruction publique est déposé, permettant le pouvoir d'imposition aux commissions scolaires[6].
- 20 février : le premier tournoi pee-wee de Québec est inauguré[7].

### Mars
- 18 mars : la session est prorogée[8].

### Avril
- Avril : annonce qu'une industrie d'aluminium s'établira dans la région de Jonquière au Saguenay-Lac-Saint-Jean[9].
- 14 avril : les Canadiens de Montréal remportent une cinquième Coupe Stanley consécutive en défaisant les Maple Leafs de Toronto 4 parties à zéro[10].
- 20 et 21 avril : le général de Gaulle revient au Québec pour la première fois depuis la guerre. À Montréal, il déclare: "Vous pouvez compter sur la France comme elle compte sur vous"[11].

- 27 avril : Antonio Barrette annonce des élections pour le 22 juin[8].

### Mai
- 5 mai : Moscou est choisie ville-hôtesse pour l'Expo 67. Montréal était l'une des villes candidates[12].
- 6 mai - le journaliste René Lévesque annonce qu'il quitte Radio-Canada et qu'il sera candidat du PLQ à Montréal-Laurier[13].

### Juin
- 22 juin : le Parti libéral de Jean Lesage remporte l'élection avec 55 députés contre 44 à l'Union nationale. Les ministres Antoine Rivard, Jean-Paul Beaulieu, John Bourque et Jacques Miquelon ont perdu leurs comtés. René Lévesque réussi à se faire élire député de Montréal-Laurier en défaisant Arsène Gagné de l'UN[14].

### Juillet
- 5 juillet : le cabinet Lesage est assermenté. Parmi les ministres les plus en vue, il y a Georges-Émile Lapalme (procureur général), René Lévesque (ministre des Travaux publics et des Ressources hydrauliques) et Paul Gérin-Lajoie (ministre de la Jeunesse). Jean Lesage conserve le ministère des Finances[15].
- 6 juillet : le gouvernement donne au ministère de la Jeunesse la responsabilité exclusive de l'instruction publique. Elle appartenait auparavant au secrétariat de la province[16].
- 13 juillet : Lesage annonce que les fonctionnaires seront désormais choisis par voie de concours[17].

### Août
- 5 août : Gilles Vigneault se produit pour la première fois à Québec lors de l'ouverture de la Boîte à chansons, fondée par Gérard Thibeault[18].
- 18 août : René Lévesque, nouveau ministre des Travaux publics, annonce que l'octroi de contrats pour travaux publics se fera désormais avec soumissions publiques sans considération des partis[19].
- 20 août : Le CF-CPA, un Lockheed Lodestar, fait un atterrissage d'urgence près du lac Weeks, dans le Nord-du-Québec, à la suite d'une panne de carburant[20].

### Septembre
- Septembre : sous le nom de frère Untel, Jean-Paul Desbiens publie les Insolences du frère Untel, qui critique entre autres le système d'enseignement québécois[21].
- 10 septembre : un groupe de militants indépendantistes fondent le Rassemblement pour l'indépendance nationale dans un hôtel de Morin-Heights. Le chef du nouveau mouvement est André d'Allemagne, son secrétaire Marcel Chaput[22].
- 14 septembre : Antonio Barrette annonce sa démission comme chef de l'Union nationale et comme député. Amer, il accuse l'organisateur de la campagne, Jos D. Bégin, et le trésorier du parti, Gérald Martineau d'être responsables de la défaite électorale[23].
- 15 septembre : Maurice Richard annonce sa retraite comme joueur de hockey. En 18 ans de carrière, il a accumulé 544 buts[24].
- 16 septembre : Yves Prévost devient chef par interim de l'UN[25].
- 20 septembre : ouverture de la première session de la 26e législature, une courte session de deux jours qui ne vise qu'à réformer le système électoral de Montréal[15].
- 27 septembre : lors de son congrès annuel, la CTCC abandonne toute référence à l'Église et prend le nom de Confédération des Syndicats Nationaux (CSN)[26].

### Octobre
- 5 octobre : Jean Lesage nomme la Commission Salvas pour enquêter sur l'administration de l'Union nationale[27].
- 24 octobre : le Parti civique de Jean Drapeau remporte les élections municipales de Montréal[28].
- 26 octobre : conférence fiscale fédérale-provinciale. Lesage veut obtenir 25 % de l'impôt sur le revenu des sociétés, 25 % de l'impôt sur le revenu des particuliers et 100 % de l'impôt sur les successions. L'offre du fédéral (14-9-50) est refusée[29].

### Novembre
- 10 novembre : ouverture de la deuxième session de la 26e législature. Le Discours du Trône annonce la création des ministères des Affaires culturelles, des Affaires fédérales-provinciales, des Richesses naturelles et de la famille et du Bien-Être. Un Office de la langue et un Conseil provincial des arts seront également mis sur pied. Dans les jours suivants, le gouvernement Lesage annonce que les services hospitaliers seront bientôt gratuits pour tous, et que la gratuité scolaire sera accordée jusqu'à la fin du secondaire[30].

### Décembre
- 29 décembre : Paul Gérin-Lajoie annonce une enquête sur le système d'éducation en 1961. Elle aura pour but de faire l'inventaire des besoins et d'établir un plan d'action pour régler les problèmes[31].

## Naissances
- André Jean (auteur, scénariste et professeur au Conservatoire d'art dramatique de Québec)  († 15 février 2025)
- Lucie Bergeron (romancière)
- Mario Hudon (animateur de radio) († 20 novembre 2023)
- 3 janvier - Jacques Cloutier (hockey et instructeur de hockey)
- 10 janvier - Benoît Pelletier (avocat et homme politique) († 30 mars 2024)
- 14 janvier - Brigitte Paquette (comédienne)
- 15 janvier - Anne Bédard (actrice)
- 31 janvier - Luc Thériault (homme politique)
- 6 février - Louis Bégin (joueur de hockey)
- 24 février - Patrice L'Écuyer (comédien et animateur)
- 4 mars - Pierre Poirier (auteur et animateur)
- 18 mars -  
  - Gilles Hamel (joueur de hockey)
  - Guy Carbonneau (joueur de hockey)
- 1 avril - Jacques Lussier (acteur de théâtre, télévision, cinéma et doubleur au cinéma) († avril 2024)
- 3 avril - Marie-Denise Pelletier (chanteuse)
- 14 avril - Paul Hodgson  (joueur de baseball)
- 21 avril - Michel Goulet (joueur de hockey sur glace)
- 23 avril - Pierre Bélanger (homme politique)
- 27 avril - Mike Krushelnyski (joueur de hockey)
- 2 mai - Louis Bernatchez (biologiste et professeur) († 28 septembre 2023)
- 11 mai - Gildor Roy (chanteur et acteur)
- 17 mai - Michel Venne (écrivain et journaliste)
- 27 mai - Gaston Therrien (joueur de hockey, entraineur et analyste de hockey)
- 2 juin - André Lamontagne  (homme d'affaires et homme politique)
- 12 juin - Paul Busque (homme d'affaires et homme politique)
- 13 juin - Jacques Rougeau (catcheur)
- 22 juin - Claude Cormier (architecte paysagiste) († 15 septembre 2023)
- 25 juillet - Alain Robidoux (joueur de snooker)
- 26 juillet - Normand Aubin (joueur de hockey)
- 11 août - Nathalie Coupal (actrice)
- 19 août - Sylvie D'Amours (femme politique)
- 30 août - 
  - François Jean (musicien)  († 16 novembre 2020)
  - Guy A. Lepage (animateur)
- 1 septembre - Alan Haworth (joueur de hockey)
- 25 septembre - Sonia Benezra (animatrice)
- 8 octobre - François Pérusse (humoriste)
- 9 octobre - Guylaine Tremblay (actrice)
- 15 octobre - Horacio Arruda (médecin)
- 2 novembre - Sylvie Legault (comédienne)
- 8 novembre
  - Anne Dorval (comédienne)
  - Robert Libman (ancien chef du Parti Égalité)
- 20 novembre - 
  - Damien Arsenault (homme politique)
  - Marc Labrèche (comédien)
- 21 novembre - Sophie Lorain (actrice)
- 28 décembre - Raymond Bourque (joueur de hockey)

## Décès
- 2 janvier - Paul Sauvé (premier ministre du Québec alors qu'il était en fonction) (º 24 mars 1907)
- 10 janvier - Jean-Baptiste Laviolette (joueur de hockey) (º 17 juillet 1879)
- 27 janvier - Eugène Daigneault (acteur) (º 14 septembre 1895)
- 4 avril - Albert Laberge (écrivain) (º 18 février 1871)
- 23 mai - Archange Godbout (personnalité religieuse) (º 25 mai 1886)
- 13 juin - Brooke Claxton (homme politique) (º 23 août 1898)
- 8 octobre - Blanche Gauthier (chanteuse) (º 26 janvier 1884)
- 25 octobre - Jean Charbonneau (poète et homme de loi) (º 1875)
- 19 décembre - Jean Désy (en) (diplomate) (º 8 janvier 1893)

### Articles généraux
- Chronologie de l'histoire du Québec (1960 à 1981)
- L'année 1960 dans le monde
- 1960 au Canada

### Articles sur l'année 1960 au Québec
- Révolution tranquille
- Élection générale québécoise de 1960
- Gouvernement Antonio Barrette
- Gouvernement Jean Lesage

## Sources et références
1. ↑  Louis La Rochelle. En flagrant délit de pouvoir. Boréal. 1982. p. 17
2. ↑  Idem, p. 18
3. ↑  Idem, p. 19
4. ↑  Bilan du Siècle
5. ↑  Rendez-vous d'histoire de Québec - De Gaulle. Diffusé sur MaTV le 14 novembre 2020
6. ↑  Idem, p. 20
7. ↑  Bilan du Siècle
8. 1 2  Chronologie parlementaire 1960
9. ↑  Bilan du Siècle
10. ↑  Bilan du Siècle
11. ↑  Dale. C. Thompson. De Gaulle et le Québec. Éditions du Trécarré. 1990. p. 104
12. ↑  Bilan du Siècle
13. ↑  Pierre Godin. René Lévesque tome 1. Boréal. Montréal. 1994. p. 404
14. ↑  Voir l'article Élection générale québécoise de 1960
15. 1 2  « Chronologie parlementaire 1960-1961 » (consulté le 11 mars 2009)
16. ↑  Bilan du Siècle
17. ↑  Pierre Laporte. Deuxième assaut contre le patronage et les prébendes; les fonctionnaires seront choisis par des concours; abolition du système des lettres de recommandation. Le Devoir. 14 juillet 1960. p. 1, 2
18. ↑  Bilan du Siècle
19. ↑  Pierre Laporte, « M. René Lévesque établit la politique des travaux publics: Soumissions publiques sans considération de partis. Autrement le système ne vaut rien, dit-il. », Le Devoir,‎ 19 août 1960, p. 1
20. ↑  Yvan Couture, « Un avion s'écrase dans l'Ungava : aucun blessé », Le Soleil, vol. 79, no 201,‎ 23 août 1960, p. 3 (lire en ligne )
21. ↑  Bilan du Siècle
22. ↑  Jean-François Nadeau. Bourgault. Lux. 2007. p. 89
23. ↑  Bilan du Siècle
24. ↑  Bilan du Siècle
25. ↑  Biographie de Yves Prévost sur le site de l'Assemblée nationale
26. ↑  Bilan du Siècle
27. ↑  Louis La Rochelle.En flagrant délit de pouvoir. Boréal Express. Montréal. 1982. p. 33
28. ↑  Éclatante victoire du Parti civiquede Montréal. Jean Drapeau au pouvoir. Le Devoir. 25 octobre 1960. p. 1
29. ↑  Louis La Rochelle. En flagrant délit de pouvoir. Montréal. Boréal Express. 1982. , p. 33
30. ↑  Idem, p. 34
31. ↑  Le ministre Gérin-Lajoie dans son message du Nouvel An annonce: Enquête sur l'éducation dès le début de 1961. Le Devoir. 30 décembre 1960. p. 1, 5